# Mell Mina
Mell Karen Mina Ayovi (23 de octubre de 2002) es una deportista ecuatoriana que compite en taekwondo.
Ganó dos medallas de bronce en el Campeonato Panamericano de Taekwondo, en los años 2022 y 2024. Además, obtuvo una medalla de bronce en los Juegos Panamericanos Júnior de 2021, en la categoría de –67 kg.

## Palmarés internacional
| Campeonato Panamericano | Campeonato Panamericano      | Campeonato Panamericano | Campeonato Panamericano |
| Año                     | Lugar                        | Medalla                 | Categoría               |
| ----------------------- | ---------------------------- | ----------------------- | ----------------------- |
| 2022                    | Punta Cana (Rep. Dominicana) | Medalla de bronce       | –62 kg                  |
| 2024                    | Río de Janeiro (Brasil)      | Medalla de bronce       | –62 kg                  |